# 시골 여인숙
《시골 여인숙》은 1983년 11월 19일에 방영된 TV문학관이다.

## 줄거리
삼거리목 금성여인숙의 잔신부름꾼인 미송(최호창)은 오늘도 호객에 여념이 없다. 미송은 장꾼들 틈에서 10살쯤되는 여자아이 정례(김민희)를 열심히 찾고있다. 그러나 항상 정례를 데리고 오던 황씨(이대로)는 오늘따라 혼자 버스에서 내리는데...

## 출연
- 최호창
- 김민희
- 이대로
- 김성환
- 이원종
- 김을동
- 김하림
- 이길재
- 이미경
- 문창길
- 곽경환
- 유가영
- 장미자
- 곽정희
- 신원균
- 윤성국
- 최재성
- 손해경
- 임택선
- 최용호